# Fujiya & Miyagi
Fujiya & Miyagi est un groupe anglais qui s'est formé à Brighton en 2000. Ils sont actuellement signés chez Full Time Hobby au Royaume-Uni. Ils se décrivent eux-mêmes comme étant fortement influencés par des groupes krautrock des années 1970 tels que Can et Neu!, mais également par des artistes de musique électronique comme Aphex Twin. Le nom du groupe est un assemblage de deux mots, Miyagi, qui est le nom d'un personnage dans le film Karaté Kid (The Karate Kid), et Fujiya qui est une marque de lecteur de disques.
Après plusieurs années de vaches maigres, le groupe a commencé à être reconnu à partir de 2003, en grande partie grâce à des chroniques élogieuses dans des médias aussi influents que le NME et Pitchfork. Un épisode de la série documentaire This Is Our Music de la chaîne musicale MTV2 leur a également été consacré en 2006. La chanson "Collarbone" a été utilisée en 2007 pour une campagne de publicité de Jaguar. Ainsi que "Uh" qui est retrouvée dans l'épisode 5 de la saison 1 de la série Breaking bad.
Le groupe est composé de :
- Steve Lewis (Fujiya): depuis 2000 (claviers et chœurs)
- David Best (Miyagi): depuis 2000 (voix et guitare)
- Matt Hainsby (Ampersand): depuis 2005 (basse et chœurs)
- Lee Adams: depuis 2008 (batterie)
- Ben Adamo: depuis 2015

## Discographie
- Electro Karaoke in the Negative Style · 2003 (CD Album)
- Electro Karaoke 12” remix · 2003 (Vinyle)
- Remixes · 2003 (CD)
- In one ear & out the other / Conductor 71 · 2005 (Vinyle) - Tirk Records
- Collarbone / Cassettesingle · 2005 (Vinyle) - Tirk Records
- Ankle Injuries / Photocopier · 2005 (Vinyle)- Tirk Records
- Transparent Things · 2006 (CD Album)
- Version US de Transparent Things avec un morceau bonus (CD Album)
- Version européenne de Transparent Things avec un morceau bonus (CD album)- 2007 Grönland Records
- Lightbulbs. 2008 (CD Album)
- Ventriloquizzing. 2011 (CD Album, vinyle)
- Artificial Sweeteners. 2014
- Fujiya & Miyagi 2017